# كريج هودجز
كريج هودجز (بالإنجليزية: Craig Hodges)‏ مواليد 27 يونيو 1960 في بارك فورست، هو لاعب كرة سلة محترف أمريكي أصبح مدرباً بدأ مسيرته الاحترافية في سنة 1982 حيث تم اختياره من قبل فريق لوس أنجلوس كليبرز خلال الدرافت، يدرب في دوري الرابطة الوطنية لفئة التطوير. يبلغ طوله 6 قدم 2 بوصة (1.9 م). اعتزل اللعب في 1998.

## فرق لعب لها
- لوس أنجلوس كليبرز
- ميلووكي باكز
- شيكاغو بولز
- بالاكانسترو كانتو
- غلطة سراي لكرة السلة

## روابط خارجية
- كريج هودجز على موقع إن بي أي (الإنجليزية)
- كريج هودجز على موقع سبورتس رفرنس (الإنجليزية)
- كريج هودجز على موقع كرة السلة الأوروبية.كوم (الإنجليزية)
- كريج هودجز على موقع كلية كرة السلة في سبورتس رفرنس.كوم (الإنجليزية)
- كريج هودجز على موقع ريلجم (الإنجليزية)
- كريج هودجز على موقع بروبوليرز (الإنجليزية)
- كريج هودجز على موقع كلية كرة السلة في سبورتس رفرنس.كوم (الإنجليزية)